# Часники (Бердюзький район)
Часники́ (рос. Чесноки) — присілок у складі Бердюзького району Тюменської області, Росія.
Населення — 36 осіб (2010, 75 у 2002).
Національний склад станом на 2002 рік:
- росіяни — 80 %